# Élisabeth de Schönau
 (juillet 2024).
Pour les articles homonymes, voir Sainte Élisabeth.
Élisabeth de Schönau, en allemand Elisabeth von Schönau, née en 1129 près de Cologne - morte le 18 juin 1164 au monastère de Schönau im Taunus, dans les environs de Strüth en Rhénanie-Palatinat, est une bénédictine (magistra) et une visionnaire allemande du XIIe siècle admise comme sainte catholique.

## Biographie

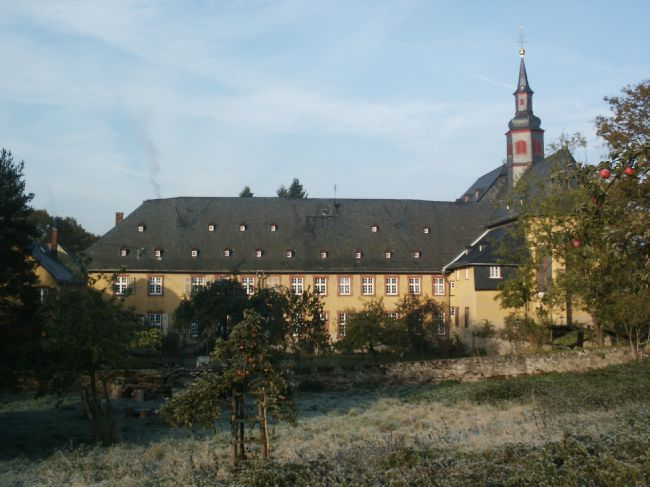
Le monastère de Schönau im Taunus

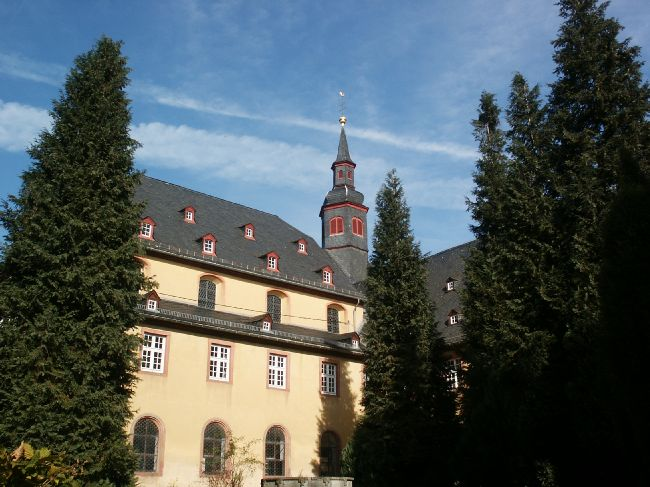
La collégiale Saint-Florin du monastère de Schönau im Taunus

Élisabeth entre comme oblate au monastère bénédictin de Schönau dès 12 ans où elle prononce ses vœux à 17 ans. Dès sa jeunesse, elle est portée aux œuvres de piété et s’adonne à des pratiques de mortification et d’ascèse strictes, au point où Hildegarde de Bingen l’avertira plus tard par lettre d'être prudente pour ne pas en faire trop et altérer sa santé. 
En effet, Élisabeth tombe malade en 1152 et traverse une grave crise, après quoi elle commence à vivre des visions extatiques de toutes sortes. Ces événements ont généralement lieu le dimanche et les jours de célébration, durant la messe, à un office ou à la suite de la lecture de la Bible. Ses perceptions sont nourries par l’évangile et le sanctoral. L’ange ou le saint lui apparaît alors et l’instruit, quand ce n’est pas le Christ ou la Vierge Marie qui se présente à elle. Elle reçoit des représentations tout à fait réalistes de la Passion, de la Résurrection et de l'Assomption, et même d’autres scènes de l'Ancien et du Nouveau Testament.
En 1155, son frère Egbert, connu pour son engagement contre les cathares, la rejoint à Schönau et transcrit ses visions en latin sur les conseils de son abbé, Hildelin. Egbert incite Élisabeth à demander à l'ange qui lui apparaît des précisions sur certaines questions litigieuses. Ainsi Élisabeth a plusieurs visions attestant la réalité de la transsubstantiation, point sensible dans la lutte contre les cathares. 
Ces visions, témoignant à l'origine de l'expérience extatique de l'année liturgique, deviennent de plus en plus des réponses visionnaires aux préoccupations générales et ecclésiastiques et religieuses de son époque. Les 5 éditeurs et les 150 manuscrits qui lui sont contemporains témoignent de la portée occidentale de ses écrits qui a persisté tout au long du Moyen Âge et même au-delà. 
Sa réputation devenue importante, l'abbé Gerlac de Deutz a l'idée de se tourner vers elle pour éclaircir l’authenticité d’ossements trouvés à Cologne et qu’elle va attribuer à sainte Ursule. Ce sera son œuvre la plus diffusée. Sa version de l'histoire de sainte Ursule et de ses compagnes joua par la suite un rôle crucial dans la diffusion de cette légende, relayée par la littérature comme par la peinture. À partir de 1157, Élisabeth dirige le couvent des femmes en tant que magistra.
Les opinions divergent quant aux visions et révélations d'Élisabeth. L'Église ne s'est jamais prononcée à leur sujet et ne les a même jamais examinées. Élisabeth elle-même était convaincue de leur caractère surnaturel, comme elle le dit dans une lettre à sainte Hildegarde, avec laquelle elle s'est liée d'amitié, et qui venait lui rendre visite. Quinze lettres authentiques, dont une à Hildegarde sont parvenues jusqu'à nous. Elle y parle des extases dont Dieu lui fait la grâce.
Ses œuvres, écrites entre 1152 et 1157, sont à son époque beaucoup plus connues que celles de son aînée, Hildegarde de Bingen (dix fois plus de manuscrits nous sont parvenus d'Élisabeth que de Hildegarde).
Lorsque ses écrits furent publiés après sa mort, le qualificatif « sainte » fut ajouté à son nom, bien qu'elle n'ait jamais été formellement canonisée. En 1584, son nom fut inscrit dans le martyrologe romain, et il y figure toujours.

## Œuvres
- Liber visionum, Livres de visions I-III
- Liber varium Dei, Livre des voies divines
- Liber revelationum de sacro exercitu virginum coloniensium, Livre du martyre des vierges de Cologne
- De resurrectione beatae Mariae matris Christi
- Correspondance

## La collégiale Saint-Florin du monastère de Schönau dans le Taunus

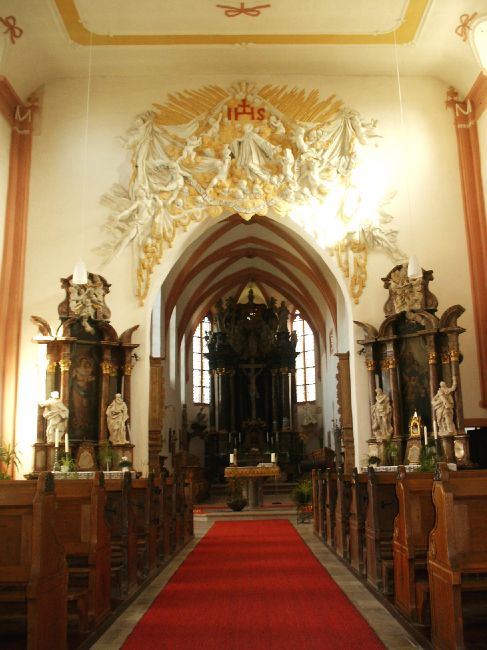
La collégiale Saint-Florin du monastère de Schönau im Taunus
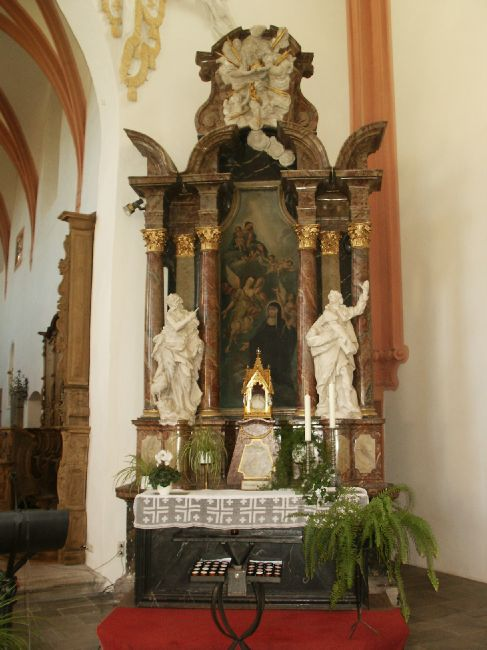
L'autel dédié à Élisabeth dans la collégiale Saint-Florin du monastère de Schönau. Au centre de l'image, on peut apercevoir le reliquaire contenant les reliques de Sainte Élisabeth de Schönau.

#### Articles et chapitres
- Audrey Fella, Les femmes mystiques : Histoire et dictionnaire, R. Laffont, collection Bouquins, 2013 ; Élisabeth de Schönau, (Laurence Moulinier-Brogi) p. 344-346.